# Anja Kopač
Anja Kopač (nekdaj: Anja Kopač Mrak), slovenska sociologinja in političarka, * 4. april 1974, Kranj.
Kopač je nekdanja ministrica za delo, družino, socialne zadeve in enake možnosti Republike Slovenije.

## Življenjepis
Anja Kopač je v Kranju dokončala gimnazijo. Diplomirala je na Fakulteta za družbene vede v Ljubljani, program sociologija – smer kadrovski menedžment. Del obveznosti podiplomskega mednarodnega študija »Analiza evropske socialne politike« je opravila na Univerzi v Bathu v Združenem kraljestvu. Leta 2004 je doktorirala s področja socialne politike, kjer je obravnavala vprašanja, povezana z reformo socialne države.
Od leta 1998 je zaposlena na Fakulteti za družbene vede, sprva kot mlada raziskovalka in kasneje kot raziskovalka v Centru za proučevanje organizacij in človeških virov. Sodelovala je pri številnih domačih in mednarodnih projektih s področja socialne politike, politike zaposlovanja in upravljanja človeških virov, tudi kot vodja mednarodnega raziskovalnega tima. Bila je članica mednarodnih raziskovalnih mrež (COST A13, RECWOWE) in pred nastopom funkcije državne sekretarke decembra 2008 tudi nacionalna ekspertka EU za področje pokojnin. Na področju evropske socialne politike je opravila številne evalvacije nacionalnih socialnih politik in politik zaposlovanja, predvsem s področja zaposlovanja brezposelnih oseb, usklajevanja delovnih in družinskih obveznosti ter vseživljenjskega učenja.
Je docentka za področje sociologije in predavateljica na Fakulteti za družbene vede. Tam predava Sociologijo socialne politike, Evropsko socialno politiko ter sodeluje pri izvedbi predmeta Delovno in socialno pravo. Je avtorica številnih znanstvenih del s področja socialne politike in politike zaposlovanja, med drugim tudi knjige z naslovom »Aktivacija – obrat v socialni politiki«.
Od 27. novembra 2008 do 2012 je bila državna sekretarka Republike Slovenije na Ministrstvu za delo, družino in socialne zadeve.
Od 20. marca 2013 je ministrica za delo, družino, socialne zadeve in enake možnosti Republike Slovenije.
Državni zbor Republike Slovenije jo je 18. 9. 2014 ponovno imenoval za ministrico za delo, družino, socialne zadeve in enake možnosti.
4. novembra 2017 jo je ruski predsednik Vladimir Putin odlikoval z Redom za prijateljstvo za prispevek h krepitvi slovensko-ruskih odnosov ter ohranjanje spomina na ruske in sovjetske vojake, ki so padli na slovenskem ozemlju v času Prve in Druge svetovne vojne. 25. februarja 2022, dan po ruskem napadu na Ukrajino, je odlikovanje protestno vrnila.

## Vir
- Vodstvo, Ministrica dr. Anja Kopač Mrak